# Râul Valea Fânațelor, Mureș
Râul Valea Fânațelor este un curs de apă, afluent al râului Mureș. 

## Hărți
- Harta județului Mureș